# Sociología de la muerte

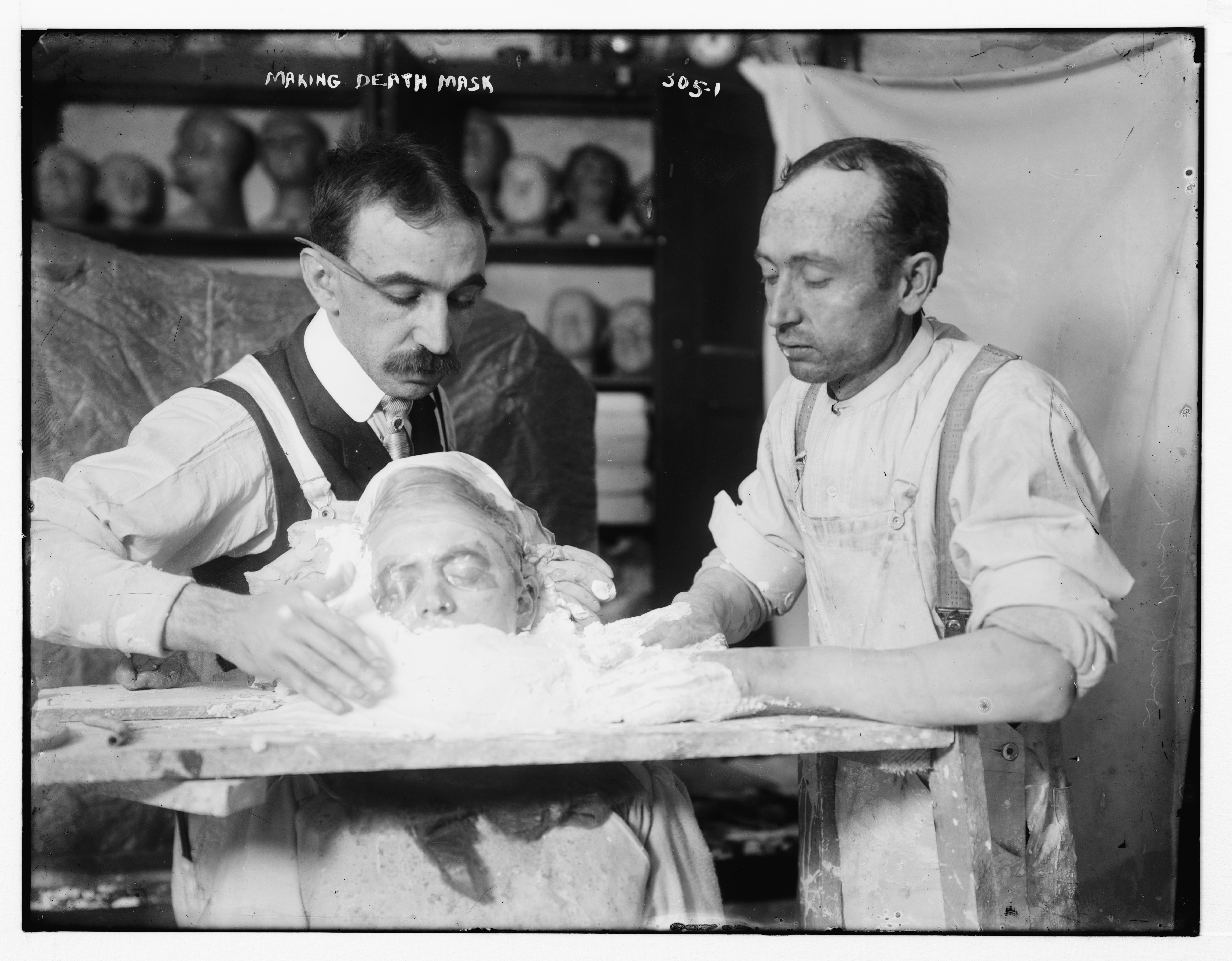
Realización de una máscara mortuoria.

La sociología de la muerte (a veces conocida como sociología de la muerte y el duelo) explora y examina las relaciones entre la sociedad y la muerte.
Estas relaciones pueden incluir ideas religiosas, culturales, filosóficas, familiares, conductuales, entre muchas otras. La sociología de la muerte amplía nuestra comprensión de la muerte como algo más que una muerte clínica, sino como un proceso que combina elementos sociales desde las necesidades inmediatas del cuidado de la muerte hasta creencias sociales más amplias. Al involucrar múltiples disciplinas, la sociología del cuidado de la muerte puede verse como un campo de estudio interdisciplinario en la sociología y sus subcampos.

## Definición
La sociología de la muerte puede definirse como un campo de investigación interdisciplinario y relativamente reciente que se ocupa de las interacciones entre el morir, la muerte y el duelo con la sociedad. Explora y examina los niveles micro y macro de interacción; desde las relaciones de muerte de individuos hasta su proceso a través de la sociedad. Se debate la caracterización precisa de la sociología de la muerte, pero principalmente gira en torno a la idea de que el significado que damos a la muerte es una construcción social . Las experiencias, tanto como público como participante de la muerte y la muerte, están muy determinadas por factores sociales.

## Historia

### sigloXIX
El desarrollo de la sociología de la muerte se puede atribuir, al menos dentro de un concepto occidental de sociología, a Harriet Martineau. El trabajo de Martineau, reflexionando sobre el suicidio, la reacción del mismo por parte de la religión, a los conocimientos sobre la moral nacional, a través de su libro Cómo cumplir con la moral y los modales (1838) ayudó a establecer una metodología sociológica de la muerte.
Émile Durkheim, en su obra El Suicidio (1897) y Las formas elementales de la vida religiosa (1912), contribuyó a la exploración y examen sociológico de la muerte y su impacto social; introduciendo monografías sociológicas, estudios de casos y evidencia estadística a este campo de estudio.
En Las formas elementales de la vida religiosa, Durkheim menciona: 'cuando alguien muere, el grupo al que pertenece se siente disminuido y, para reaccionar contra esta pérdida, se reúne. Se renuevan los sentimientos colectivos que luego llevan a los hombres a buscarse unos a otros y a reunirse”. Aquí, se consideran evidencias de la naturaleza sociológica del morir y la muerte.
Hasta cierto punto también se atribuye a Weber la creación de una sociología de la muerte. En su trabajo sobre las creencias puritanas y el desarrollo del capitalismo, señalan que la muerte, aunque es el final de un individuo, puede verse como un momento crucial en el que tiene lugar el desarrollo de la sociedad. A través de rituales y sistemas de creencias, nace el convenio colectivo común de lo que debe ser la sociedad. En el estudio de caso puritano, el trabajo de Weber se apoya en la creencia de la predestinación en el más allá, un sistema de creencias que según Weber ayudó a establecer la sociedad capitalista.

### sigloXX
Las obras preliminares, como se ha visto anteriormente, habían creado un prototipo de investigación del que surgió la sociología de la muerte. El trabajo adicional en la década de 1960 se convirtió en un campo interdisciplinario definido a partir de la década de 1990 con grandes resultados de investigación y ofertas de cursos académicos sobre temas sociológicamente relacionados con la muerte.

## Naturaleza interdisciplinar

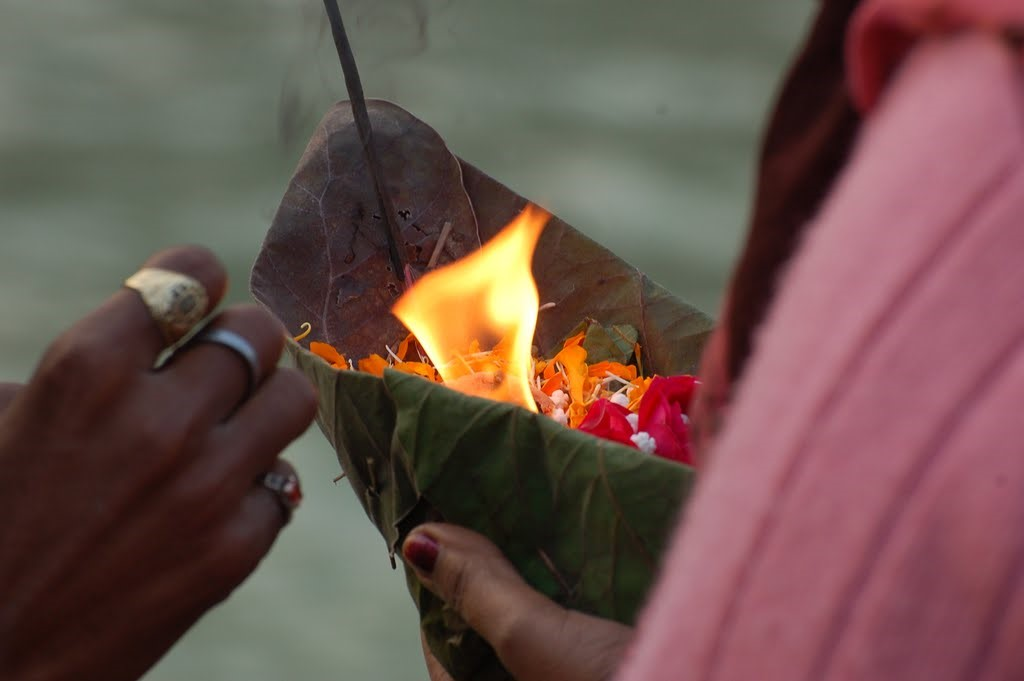
Ritos funerarios en la India.

La sociología de la muerte remarca distintas consideraciones sociales para explorar aspectos del morir, la muerte y el duelo que rodean el final emocional de la vida humana. Sin embargo, también hay aspectos cognitivos, conductuales y espirituales a considerar en el examen sociológico de la muerte. La sociología de la muerte tiene una marcada naturaleza interdisciplinaria que se apoya en campos de investigación estrechamente asociados con la sociología. Las intersecciones clave incluyen la antropología, arqueología, histórica, psicológica y política, por nombrar algunas.

### Tanatología
La superposición del estudio científico de la muerte y la sociología ha producido áreas de investigación centradas en los profesionales del cuidado de la muerte, las experiencias cercanas a la muerte, la reducción del dolor y el sufrimiento social al morir.

## Temas de investigación

### Tabú de la muerte
Un tema común de investigación en la sociología de la muerte es el tabú o el tabú social que rodea a la muerte. La cultura y la interacción de la "negación de la muerte" dentro de la sociedad es un área muy investigada y criticada.

### Mortalidad en descenso
En todo el mundo, las tasas de mortalidad han disminuido constantemente década tras década, lo que históricamente ha cambiado el significado de la muerte. A medida que las enfermedades relacionadas con la edad se han convertido en parte de nuestras vidas, lo que hace que haya una "buena muerte" socialmente se ha modificado junto con los avances en la medicina y la tecnología.

### Moribundo contra Afligido
Cuestionar cómo se percibe la muerte y examinar la muerte desde la perspectiva de quienes están muriendo, en lugar de sus cuidadores y familiares.

## Críticas

### Centrismo occidental
Como campo de estudio, desde los libros de texto hasta los artículos, el enfoque en las sociedades occidentales ha producido una visión eurocéntrica y occidentocéntrica de la sociología de la muerte.

## Revistas
- Estudios de la muerte
- Mortalidad
- Omega: Revista de la muerte y estudios sobre la muerte